# Hemky Madera

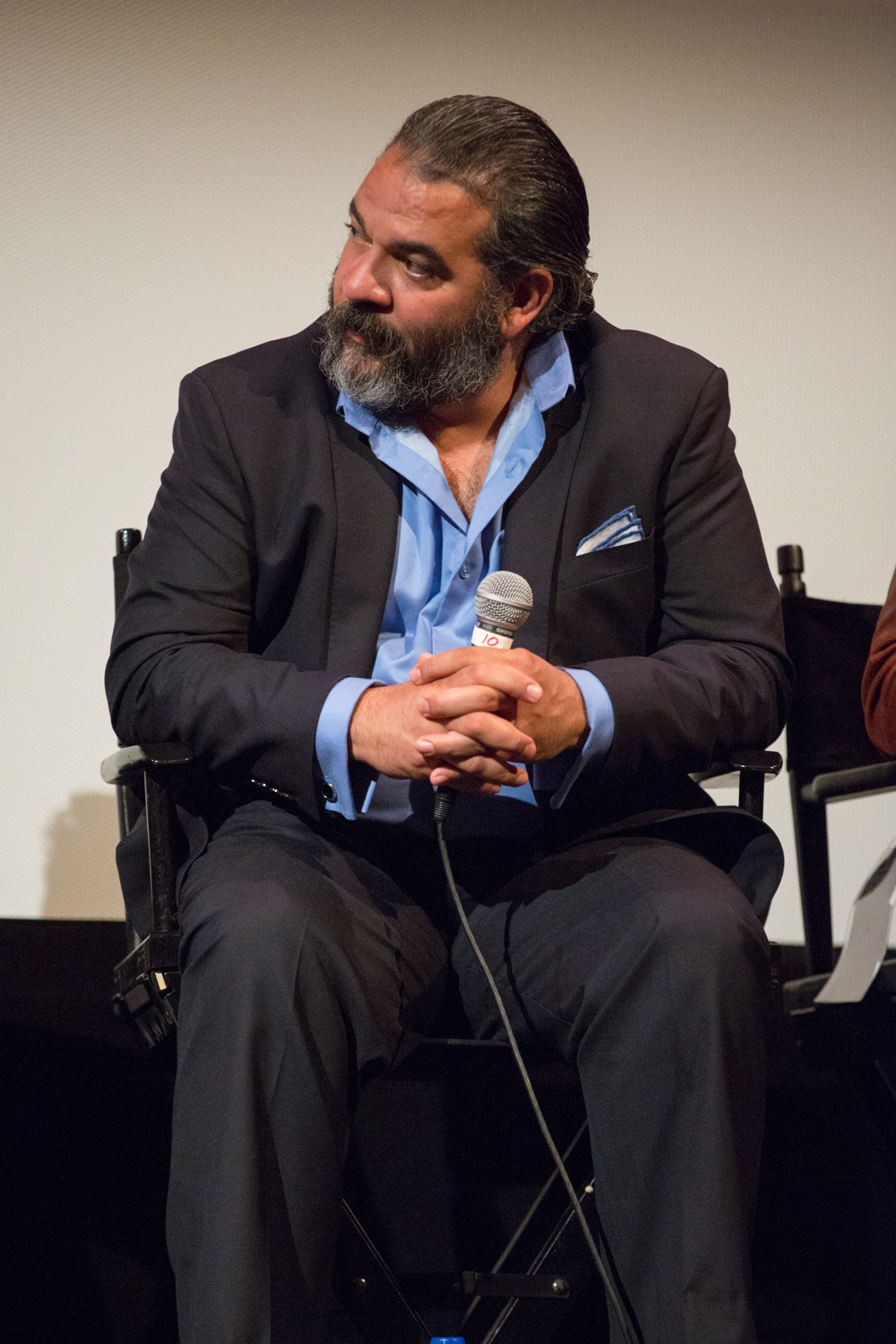
Hemky Madera (2016)

Hemky Madera (* 26. Januar 1977 in New York City, Vereinigte Staaten) ist ein US-amerikanischer Schauspieler dominikanischer Abstammung.

## Leben und Karriere
Hemky Madera wurde als Sohn der Dominikaner Luis und Gisela Madera im New Yorker Stadtteil Queens geboren, während letztere dort ihre Schwester besuchte. Wegen Schwangerschaftskomplikationen musste sie bereits im siebten Monat entbinden. Nach der Geburt zogen sie nach Santiago de los Caballeros zurück. Nachdem er die Santiago Christian School mit einem Abschluss in Marketing abgeschlossen hatte, versuchte er im Schauspielgeschäft Fuß zu fassen und arbeitete dafür mit dem Regisseur Alonso Rodriguez zusammen. Nach einigen kleineren lokalen Produktionen zog er nach New York und arbeitete dort am Kurzfilm The Bookie's Lament, welcher im Jahr 2000 veröffentlicht wurde. Daneben nahm er Schauspielunterricht und stand etwa am The Actors Studio für diverse klassische Produktionen, darunter Das Leben ist ein Traum, Mirandolina und Chronik eines angekündigten Todes, auf der Theaterbühne.
Bald darauf konnte er im Jahr 2008 mit einer kleinen Rolle im Film Dreaming of Julia sein Debüt in einem Spielfilm geben, in dem unter anderem auch Harvey Keitel und Gael García Bernal mitwirkten. 2005 übernahm er die Rolle des Miliciano im Film The Lost City. 2009 übernahm er als Tavo eine Nebenrolle im Film La Soga – Unschuldig geboren. 2010 spielte er Hector im Film King of the Avenue. 2011 lieh er der Figur Chorizo im Animationsfilm Rango seine Stimme. Eine seiner bislang bekanntesten Filmrollen übernahm er 2017 als Bodegabesitzer Mr. Delmar im Marvel-Film Spider-Man: Homecoming.
Neben seinen Filmauftritten tritt Madera auch regelmäßig in Fernsehserien auf. Eine seiner bislang größten Rollen spielte er als Ignacio in Weeds – Kleine Deals unter Nachbarn, insgesamt zwischen 2008 und 2010. Von 2016 bis 2021 war er als Pote Galvez in Queen of the South zu sehen. Neben seinen wiederkehrenden Rollen trat Madera bislang in mehr als 20 US-Serien in Gastrollen auf, darunter Criminal Intent – Verbrechen im Visier, The Shield – Gesetz der Gewalt, Brothers & Sisters, My Name Is Earl, The Good Guys, Navy CIS: L.A., Luck, Burn Notice, The New Normal, New Girl, Blue Bloods – Crime Scene New York, Bosch, From Dusk Till Dawn: The Series, The League, Agent X, Lass es, Larry!, Criminal Minds, The Good Doctor oder Lethal Weapon.

## Privates
Hemky Madera ist seit 2011 mit Jesse Lynn Madera verheiratet. Gemeinsam sind sie Eltern von zwei Söhnen.

## Filmografie (Auswahl)
- 1997: En la Olla (Miniserie)
- 1999: Un Asalto en la Lincoln (Miniserie)
- 2000: Paraíso (Fernsehserie)
- 2000: The Bookie's Lament (Kurzfilm)
- 2003: Dreaming of Julia
- 2004: Criminal Intent – Verbrechen im Visier (Criminal Intent, Fernsehserie, Episode 3x10)
- 2004: Cupidity
- 2005: The Lost City
- 2005: Battleground: The Art of War (Fernsehserie, Episode 1x01)
- 2006: The Shield – Gesetz der Gewalt (The Shield, Fernsehserie, Episode 5x05)
- 2006: Brothers & Sisters (Fernsehserie, Episode 1x02)
- 2007: Yuniol
- 2008: Playball
- 2008: My Name Is Earl (Fernsehserie, Episode 4x05)
- 2008–2010: Weeds – Kleine Deals unter Nachbarn (Weeds, Fernsehserie, 17 Episoden)
- 2009: La Soga – Unschuldig geboren (La soga)
- 2010: The Good Guys (Fernsehserie, Episode 1x06)
- 2010: King of the Avenue
- 2010: Wrath of Cain – Kreislauf der Gewalt (Wrath of Cain)
- 2011: Rango (Stimme)
- 2011: Joshua Tree
- 2011: Pimp Bullies – Opfer eines Bordells (Pimp Bullies)
- 2011: Navy CIS: L.A. (Fernsehserie, Episode 3x08)
- 2011: Caribe Road (Fernsehserie, 6 Episoden)
- 2012: Luck (Fernsehserie, Episode 1x07)
- 2012: Burn Notice (Fernsehserie, Episode 6x04)
- 2012: The Last Intervention
- 2013: Bless Me, Ultima
- 2013: The New Normal (Fernsehserie, Episode 1x21)
- 2013: New Girl (Fernsehserie, Episode 3x01)
- 2013: Problem of Evil
- 2013: Biodegradable
- 2014: Supremacy
- 2014: Primero De Enero
- 2014: Tumbleweed: A True Story
- 2015: Blue Bloods – Crime Scene New York (Blue Bloods, Fernsehserie, Episode 5x10)
- 2015: Bosch (Fernsehserie, 2 Episoden)
- 2015: Murder in Mexico: The Bruce Beresford-Redman Story (Fernsehfilm)
- 2015: From Dusk Till Dawn: The Series (Fernsehserie, Episode 2x06)
- 2015: The League (Fernsehserie, Episode 7x06)
- 2015: Agent X (Fernsehserie, Episode 1x06)
- 2015–2018: Ash vs Evil Dead (Fernsehserie, 4 Episoden)
- 2016: Sálvame
- 2016: La La Land
- 2016–2021: Queen of the South (Fernsehserie, 55 Episoden)
- 2017: Spider-Man: Homecoming
- 2017: Lass es, Larry! (Curb Your Enthusiasm, Fernsehserie, Episode 9x08)
- 2017–2018: Brockmire (Fernsehserie, 10 Episoden)
- 2018: The Happytime Murders
- 2018: Criminal Minds (Fernsehserie, Episode 14x06)
- 2018: The Good Doctor (Fernsehserie, Episode 2x07)
- 2018: Lethal Weapon (Fernsehserie, Episode 3x07)
- 2019: A Cloud So High
- 2020: Perry Mason (Fernsehserie, 2 Episoden)
- 2022: A Cloud So High
- 2022: Acapulco (Fernsehserie, 4 Episoden)
- 2023: Kaleidoskop (Miniserie, 6 Episoden)
- 2023: The Mandalorian (Fernsehserie, 1 Episode)
- 2023: The Lincoln Lawyer (Fernsehserie, 2 Episoden)